# Waar schijt de koe?
Waar schijt de koe ook wel Schijt je rijk, of Kak in je vakje genoemd is een folkloristisch spel. Het wordt vaak gespeeld op braderieën waarbij de opbrengst veelal ten goede komt aan een goed doel of een vereniging.

## Spelregels
Het spel wordt gespeeld in een weiland dat opgedeeld is in vakken. Deelnemers kunnen van tevoren geld inzetten op een bepaald vak. Vervolgens worden een of meerdere koeien in het weiland losgelaten, het vak waar uiteindelijk de meeste ontlasting ligt, wint.

## Kansspel of behendigheid?
Over de vraag of het een kans- of behendigheidsspel is verschillen de meningen. Sommigen stellen dat het toeval is in welk vak de koe haar behoefte laat vallen, anderen menen dat door nauwkeurige studie van de omgeving en het gedrag van de koe het vak te voorspellen is. Verder wordt gesteld dat de koe gedurende het spel door toeschouwers te beïnvloeden zou zijn.

## Trivia
- In 2002 verbood het college van burgemeester en wethouders van Liesveld een 'Schijt je rijk'-spel georganiseerd door de plaatselijke voetbalvereniging Groot-Ammers. De burgemeester gaf als toelichting: 'Onze beslissing is louter en alleen gebaseerd op het welzijn van het dier. Straks staan daar mensen te schreeuwen en te joelen om de koe naar hun vak te dirigeren. Zo'n beest is dat niet gewend. Kortom, wie garandeert ons dat die koeien niet vreselijk gestresst [sic] raken? Gewoon niet aan beginnen dus'.[1]
- In 2006 beschreef Jeremy Clarkson "Waar schijt de koe?" in de BBC-reeks "Jeremy Clarkson Meets the Neighbours". The rules of "Shit Yourself Rich" are indeed very simple. The field has been divided into an imaginary grid, and then everybody bets on where the cow will have its first shit.[2]